# National Jukebox

Einer von ca. 10.000 Titeln der National Jukebox

The National Jukebox (englisch für Der nationale Musikautomat) ist ein Projekt der amerikanischen Nationalbibliothek zur Archivierung und Veröffentlichung historischer Schallplattenaufnahmen. Bei ihrem Start im Mai 2011 umfasste die Sammlung ca. 10.000 Titel aus den Jahren 1900–1925 der Victor Talking Machine Company, vorwiegend mit Musik, aber auch gesprochenem Wort, unter anderem in Deutsch, Italienisch und Jiddisch. Alle im Durchschnitt 2 ½ Minuten langen Aufnahmen sind über das Internetportal der Bibliothek abspielbar.

## Geschichte
Die Entstehung der National Jukebox geht auf den Erfolg eines Projekts der Universität von Kalifornien in Santa Barbara UCSB aus dem Jahr 2006 zurück. Die UCSB hatte damals begonnen, Tausende von auf Edison-Zylindern aufgenommene Originaltöne über ihre Webseite kostenlos bereitzustellen. Dieses „Cylinder Preservation“-Portal galt als Signal und Vorbild für die Öffnung von Bibliotheken weltweit und erhielt mehrere Auszeichnungen.
Auch die 5000 Schallplatten des Victor-Labels, die die Library of Congress im Laufe des Jahres 2010 digitalisierte und akustisch wie bibliografisch fürs Web aufbereitete, stammen aus der Sammlung in Santa Barbara. Der Grund, die National Jukebox im Mai 2011 mit diesen Scheiben zu starten, lag darin, dass die Victor-Sammlung nicht nur komplett und auch komplett erschlossen war, sondern viele Scheiben sogar doppelt vorlagen. Bei der Digitalisierung der mit 78 Umdrehungen pro Minute abgespielten Schallplatten unternahmen die Studiotechniker in Washington häufig minimal invasive Eingriffe. So passten sie in manchen Fällen offenbar falsche Tonhöhen an und entfernten nach Möglichkeit Kratzer. Die Library of Congress ließ die Vorder- und Rückseiten der Schallplatten scannen und stellt diese Fotos zusammen mit einer reichhaltigen Suchfunktion nach Titeln, Jahren, Genres usw. über das Webportal der National Jukebox zur Verfügung.

## Aktueller Bestand
Unter den Titeln finden sich neben für den Beginn des 20. Jahrhunderts typischen Musikstücken wie Gaetano Donizettis „Serenata“, gesungen von Enrico Caruso am 27. Februar 1905, oder dem Ragtime „Boll weevil blues“ des International Novelty Orchestra mit Vernon Dalhart, aufgenommen am 8. August 1924, auch komödiantische Szenen (z. B. das mit Musik und Klangeffekten garnierte deutsche Kriegshörspiel „Vorposten an der italienischen Grenze“ von Julius Salay, 11. August 1916) sowie Reden amerikanischer Präsidenten und Präsidentschaftskandidaten aus der Zeit (etwa eine kurze Ansprache William Howard Tafts über einer Anbahnung der Gleichberechtigung von Bürgern schwarzer Hautfarbe „Rights and progress of the Negro“ vom 5. August 1908).
Die meisten dieser historischen Audio-Produktionen sind nicht in der Public Domain, sondern unterliegen dem Copyright von Sony Music Entertainment. Die Sondervereinbarung mit Sony erlaubt dem Besucher der Webseite der National Jukebox das direkte Anhören (Streamen) der Werke, verbietet jedoch explizit das Herunterladen und Speichern derselben.
Die Library of Congress hat inzwischen 3000 weitere Titel von Victor digitalisiert und ist jetzt dabei, Verträge über andere historische Tonträger-Labels wie Columbia, Okeh (mit Werken des frühen amerikanischen Blues und Jazz) und Berliner zu schließen, um deren historische Aufnahmen bei der National Jukebox online zu bringen.